# Geodia cylindrica
Geodia cylindrica är en svampdjursart som beskrevs av Thiele 1898. Geodia cylindrica ingår i släktet Geodia och familjen Geodiidae. Inga underarter finns listade i Catalogue of Life.